# شیجوناواته، اوساکا
شیجوناواته در استان اوساکا در کشور ژاپن  واقع شده‌است  که دارای جمعیت ۵۷٬۲۳۹ نفر و مساحت ۱۸٫۷۴ کیلومتر مربع با تراکم جمعیت ۳٬۰۵۴  نفر در کیلومترمربع است و در تاریخ ۱ ژوئیه ۱۹۷۰ به عنوان شهر شناخته شد.